# Antonio Arias
Antonio Javier Arias Alvarenga (Puerto Casado, 7 september 1972) is een Paraguayaans voormalig voetbalscheidsrechter. Hij was in dienst van FIFA en CONMEBOL tussen 2006 en 2015. Ook leidde hij tot 2017 wedstrijden in de Primera División.
Op 23 augustus 2006 debuteerde Arias in internationaal verband tijdens een wedstrijd tussen Club Libertad en Cerro Porteño in de Copa Sudamericana; het eindigde in 3–1 en de Paraguayaan deelde zevenmaal een gele kaart uit. Zijn eerste interland floot hij op 31 mei 2010, toen Chili met 3–0 won van Israël door doelpunten van Humberto Suazo, Alexis Sánchez en Rodrigo Tello. Arias deelde twee gele kaarten uit tijdens deze wedstrijd.

## Interlands
| Datum             | Plaats                    | Wedstrijd             | Uitslag | Competitie           | Kreeg geel | Kreeg voor de tweede keer geel en dus rood | Weggestuurd |
| ----------------- | ------------------------- | --------------------- | ------- | -------------------- | ---------- | ------------------------------------------ | ----------- |
| 31 mei 2010       | Concepción, Chili         | Chili – Israël        | 3 – 0   | Vriendschappelijk    | 2          | 0                                          | 0           |
| 6 september 2011  | La Paz, Bolivia           | Bolivia – Peru        | 0 – 0   | Vriendschappelijk    | 4          | 0                                          | 0           |
| 2 juni 2012       | Montevideo, Uruguay       | Uruguay – Venezuela   | 1 – 1   | WK 2014 kwalificatie | 5          | 0                                          | 0           |
| 17 oktober 2012   | Santiago, Chili           | Chili – Argentinië    | 1 – 2   | WK 2014 kwalificatie | 4          | 0                                          | 0           |
| 27 maart 2013     | Ciudad Guayana, Venezuela | Venezuela – Colombia  | 1 – 0   | WK 2014 kwalificatie | 4          | 0                                          | 0           |
| 5 juni 2013       | Montevideo, Uruguay       | Uruguay – Frankrijk   | 1 – 0   | Vriendschappelijk    | 4          | 0                                          | 0           |
| 11 september 2013 | Montevideo, Uruguay       | Uruguay – Colombia    | 2 – 0   | WK 2014 kwalificatie | 4          | 0                                          | 0           |
| 15 november 2014  | Talcahuano, Chili         | Chili – Venezuela     | 5 – 0   | Vriendschappelijk    | 2          | 0                                          | 0           |
| 8 oktober 2015    | Barranquilla, Colombia    | Colombia – Peru       | 2 – 0   | WK 2018 kwalificatie | 3          | 0                                          | 0           |
| 14 november 2015  | Buenos Aires, Argentinië  | Argentinië – Brazilië | 1 – 1   | WK 2018 kwalificatie | 6          | 0                                          | 1           |